# 조지프 휘트워스
제1대 휘트워스 준남작 조지프 휘트워스 경(Sir Joseph Whitworth, 1st Baronet, 1803년 12월 21일 - 1887년 1월 22일)은 영국의 기술자, 기업가이다. 현대 정밀 공작 기술의 발전에 기여하였고, 위트 나사(BSW)로 알려진 세계 최초의 나사 규격을 고안했다. 무기 제조로도 알려져 있다. 휘트워스는 ‘샤프슈터’라고 불리는 휘트워스 라이플을 만들었는데, 그것은 그 정확도로 인해 최초의 저격총들 중 하나로 손꼽힌다.

## 생애
조지프 휘트워스는 1803년에 잉글랜드 북서부 그레이터 맨체스터의 스톡 포트에서 태어났다. 아버지는 교사, 회중 교회의 성직자이기도 했다. 조지프 휘트워스는 어릴 때부터 기계에 관심을 갖고 있었다.
조지프 휘트워스는 학교를 떠난 후 더비셔에서 면화 방적공장을 운영하는 삼촌에게로 입문했다. 이 백부 아래에서 수행하는 동안 휘트워스의 기계에 대한 열정은 더욱 뚜렷해졌다. 그는 그곳에서 4년을 보낸 뒤 맨체스터의 공장에 취직해 기계공으로 4년간 더 일했다.
휘트워스는 이후 런던으로 옮겨 헨리 모즐리의 공장에 취직했다. 스승인 모즐리는 나사 선반의 발명가였다. 여기에서 휘트워스는 제임스 나스미스와 리처드 로버츠 등 우수한 동료 기술자들과 함께 일하며 기계와 관련된 고도의 지식과 기술을 습득했다. 가공의 정밀도를 중시하는 자세도 모즐리의 영향으로 익힌 것이다. 휘트워스는 모즐리 공장에서 다양한 공작 기계를 개량하고 또한 철제 프레임 부품을 깎아 내는 기술을 도입하여 가볍고, 견고한 기계의 생산을 실현하는 등의 성과를 올렸다.
그 후, 휘트워스는 홀트차펠 사와 모즐리 공장 형제의 아들 격인 조지프 클레멘테 공장에서도 일했다. 클레멘테 아래에서는 찰스 배비지의 차분기관형 계산기의 개발에도 협력했다.
1833년에 휘트워스는 독립적으로 맨체스터로 돌아가 선반 등의 공작 기계 제조 사업을 시작했다. 그의 제품은 높은 정밀도를 가지면서도 가격은 저렴했고, 아름답다는 명성을 얻었다. 1841년에는 나사의 규격화에 재빨리 대처하기 시작하였고, 영국에서의 부품 표준화에 크게 기여했다. 1844년 밀리미터 단위를 도입한 것도 그의 업적이었다. 1850년대 초반에는 영국 정부가 파견한 미국 사절단의 중심 역할을 하였고, 발달한 라인 생산 방식을 영국 총기 생산에 도입하는데 기여했다. 휘트워스 사는 군수 기업으로도 활동하였고, 크림 전쟁과 때로는 뛰어난 대량생산 기술을 활용하여 90일 동안 90기의 물건으로 포함용 증기기관을 제조하였다.
휘트워스는 뛰어난 디자인에 다양한 상품을 내어놓았다. 왕립학회의 연구원이었고, 기계 기술자 협회의 회장에 취임하기 했다. 또한 그는 경제적으로도 매우 성공했다.
사생활에서는 1850년에 건축가 에드워드 월터스와 계약하여 맨체스터 교외에 ‘더 퍼스’(The Firs)라는 이름의 저택을 건축했다. 1854년에는 더비셔의 달리 데일(Darley Dale)에 있는 저택 ‘스탠클리프 홀(Stancliffe Hall)을 구입하였고, 1872년에 두 번째 아내인 루이자와 이주를 했다.
1887년 1월, 휘트워스는 휴가를 보내던 휴양지 몬테카를로에서 사망했다. 그의 시신은 더비셔주 달리 데일에 있는 세인트 헬렌스 교회에 묻혔다. 미국 잡지 〈더 매뉴팩처러 앤 빌더〉(The Manufacturer and Builder)는 그의 사망 기사를 상세히 실었다. 생전 휘트워스는 수탁자에게 자산을 자선사업에 사용하도록 지시하였고, 휘트워스의 사후에 자선사업에 사용되었다. 유산의 일부는 휘트워스 아트 갤러리(Whitworth Art Gallery)의 설립에 충당되었으며, 현재는 맨체스터 대학의 부속 시설로 사용되고 있다.

## 주요 발명품

### 공작 기술

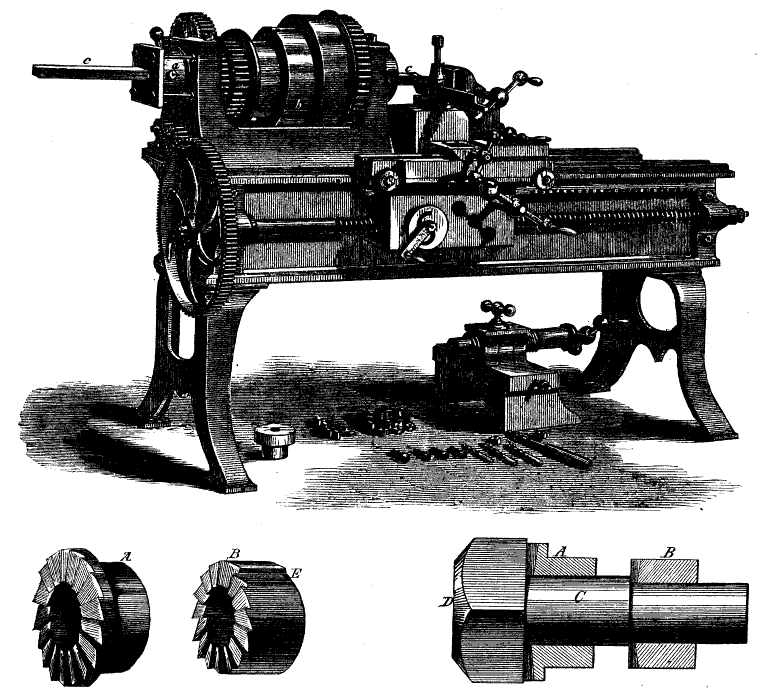
1871년 나사를 만드는 기계

휘트워스는 1830년대에 정확한 평면을 갖는 부품의 제조 기법으로 ‘엔지니어즈 블루’(Engineer’s blue)라는 푸른 페이스트와 측정 평면 3면을 이용하는 절삭법을 도입했다. 측정 평면 3면에 의한 방법은 그것까지 연마 가공과 조합되어 사용되고 있었지만, 그가 발명한 절삭법은 평면을 보다 고정밀로 만드는 것이었다. 또한 이 기법은 다른 형상의 부품 제조에도 응용되었고, 각종 정밀 공구의 폭발적인 성장으로 이어졌다.
그의 다음 발명품은 1840년의 ‘최후의 계측기’(end measurements)라는 명칭의 계측 기기였다. 이것은 또한 그가 만든 고정밀도 평면 부품과 나사를 이용하여 개발되었다. 1000분의 1인치 단위 = 1 사우 (thou)라고 하는 고정밀도를 자랑하며, 영국 런던에서 열린 1851년 만국 박람회에서 전시되었다.
1841년에는 위트 나사로 알려진 나사산의 각도 55도로 피치도를 규격화한 나사의 규격을 고안했다. 이것은 스승의 헨리 모즐리가 공장에서 사용하는 볼트와 너트를 규격화했던 것에서 힌트를 얻은 것이다. 위트 나사는 영국 철도용 나사 규격으로 채택되었고, 최초로 나사에 관한 국내 전체의 통일 규격이 되었다. 철도에서의 채용을 계기로 이 나사 규격은 단번에 다른 분야로 보급되었다. 이후 영국 표준으로 채택되어 British Standard Whitworth(BSW)라고 불렸으며, 1956년에 영국 표준 "BS 84"이 할당되었다.

### 휘트워스 라이플
휘트워스는 영국 육군의 의뢰를 받아, 크림 전쟁에서 퇴화가 두드러진 1853년형 엔필드 소총의 후속 소총을 개발했다. 휘트워스는 더 작은 구경으로 육각형의 0.451인치(11mm) 소총탄을 사용하는 강선의 회전도를 증가시킨 총을 설계했다. 휘트워스가 만든 총은 1859년에 실시된 사격 시험에서 엔필드 총을 모든 성능에서 능가하였고, 4월 23일자 더 타임즈에서 큰 성공이라고 보도했다. 그러나 이 휘트워스 총은 총신이 점화를 일으키기 쉬웠던 단점과 엔필드 총의 4배나 비싼 가격으로 인해 영국 육군에서는 채용되지 못했다. 대신 프랑스 육군에 채용되었고, 일부는 미국 남북 전쟁에서 사용되어 높은 명중률로 인해 ‘휘트워스 샤프 슈터’(저격총)라고 불렸다.
엔필드 총 후속 소총은 네덜란드계 미국인의 와인 상인이 개발한 스나이더 엔필드 총이 되었다. 스나이더 엔필드 총으로 갱신하면, 1정당 불과 12 실링의 개조 비용으로 끝난 것이다.
그 후, 1860년 윔블던에서 제1회 브리티시 라이플 협회의 대회가 빅토리아 여왕에 의해 열릴 때, 개수형 휘트워스 총기 사격이 실연되었다. 400 야드(약 366m) 사거리에서 목표의 중앙을 꿰뚫는 성적을 남겼다.

### 후장포

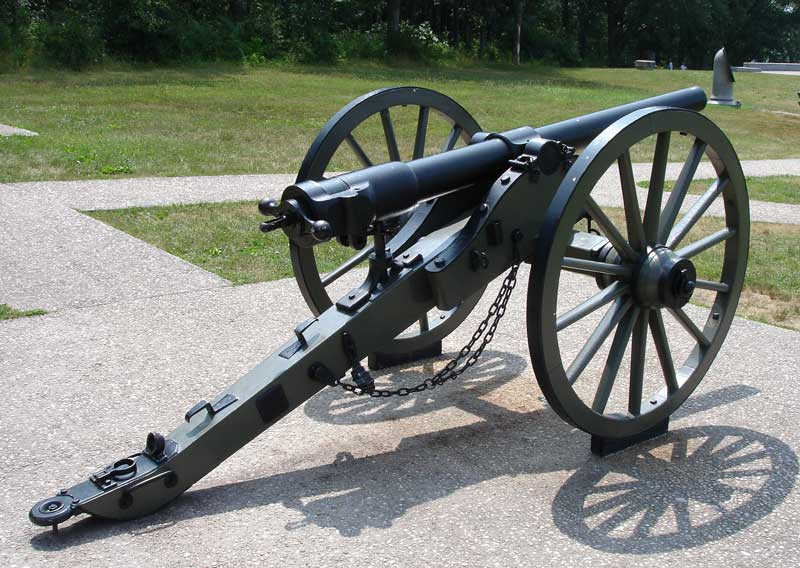
휘트워스 12파운드 후장포, 게티스버그 국립 군사공원에 전시

이 밖에 휘트워스는 2.75인치 (70mm) 구경 12파운드 후장식 강선포도 설계했다. 포탄 무게는 12파운드 11온스 (5.75 kg)으로 사거리 약 6마일(10 km)을 커버하는 대형 포였다. 그는 사용하는 강선 그루브의 포탄의 특허를 1855년에 취득하였다. 그러나 이 포도 암스트롱 포와 경쟁에 패배하면서, 영국 육군에서는 채용되지 못하고, 미국에 수출되어 남북 전쟁에서 사용되었다. 그 후, 휘트워스는 포신의 강도를 높이는 연구를 진행하여 유동압축강철(fluid-compressed steel)이라는 압력을 가해 강철을 주조하는 기술의 특허를 취득했다. 실제 생산을 위해 맨체스터에 새로운 철공소를 건설했고, 제품의 일부는 파리 세계 박람회에 출품되었다.

## 건축물
휘트워스와 인연이 깊은 건물로 그가 1850년에 건축을 의뢰한 ‘더 퍼스’(The Firs)라는 이름의 저택이 맨체스터 남부 팔로우필드(Fallowfield)에 남아 있다. 현재는 ‘챈슬러스 호텔 앤 컨퍼런스 센터’(Chancellors Hotel & Conference Centre)로 이용되고 있다.
또한 1854년에 구입한 더비셔주의 달리 데일에 있는 저택 ‘스탠클리프 홀’도 있다. 리버풀에 있는 세인트 조지 홀 사자 동상의 재료로 사용된 6톤의 돌은 휘트워스가 제공한 달리 데일에서 산 것이다.
휘트워스는 기술 교육에 강한 신념을 가지고 있었으며, 맨체스터 공과 대학(UMIST, 현 맨체스터 대학교의 일부)의 전신인 ‘맨체스터 기계 연구소’(Mechanics 'Institutes)를 후원하였고, 맨체스터 설계 학교의 개교도 지원했다. 1868년에는 기계 기술자 양성을 위한 장학금을 설립했다. 그의 업적과 맨체스터의 교육에 공헌한 것을 기리기 위해 맨체스터 대학교의 중심 캠퍼스에 있는 건물은 ‘휘트워스 관’(Whitworth Building)이라고 명명되었으며, 이 대학의 졸업식은 휘트워스 홀에서 이루어지고 있다. 대학의 부속 시설인 ‘휘트워스 아트 갤러리’와 ‘휘트워스 공원’은 휘트워스의 유산으로 설립된 것이다.
맨체스터의 휘트워스 파크 근처에 있는 ‘휘트워스 파크 홀스 오브 레지던스’(Whitworth Park Halls of Residence)와 맨체스터 시의 주요 거리 중 하나인 ‘휘트워스 거리’도 그의 이름을 따서 지은 것이며, 더 퍼스 근처에 있는 오웬스 파크를 따라 뻗어 있는 자전거 도로도 ‘휘트워스 레인’이라고 부른다. 이 밖에 달리 데일에도 휘트워스 파크가 존재한다.

## 같이 보기
- 암스트롱 휘트워스

## 참고자료
- ヴィトルト・リプチンスキ (著)、春日井晶子（訳） 『ねじとねじ回し-この千年で最高の発明をめぐる物語』 早川書房、2003년
- 横井勝彦 『大英帝国の「死の商人」』 講談社〈講談社選書メチエ〉、1997년
- Atkinson, Norman Sir Joseph Whitworth: "the World's Best Mechanician", Sutton Publishing Limited, 1996, ISBN 0-7509-1211-1
- Bradshaw, L. D. Origins of Street Names in the City Centre of Manchester, Radcliffe: Neil Richardson, 1985, ISBN 0-907511-87-2
- Lea, F. C. Sir Joseph Whitworth: a Pioneer of Mechanical Engineering, London: Longmans, Green, 1946
- Whitworth, Joseph（ジョセフ・ホイットワース）Miscellaneous papers on mechanical subjects: Guns and Steel. London: Longmans, Green, Reader & Dyer, 1873
- Kilburn, Terence Joseph Whitworth: Toolmaker, two editions, 1987 and 2002
- Kilburn, Terence Darley's Lady Bountiful: Lady Louisa Whitworth